# 10 франків (Вольтер)
10 франків Берліоз — французька банкнота випущена Банком Франції, ескіз якої розроблений 4 січня 1963 року і випускалася в обіг з 2 січня 1964 по 6 грудня 1973 року.

## Факти

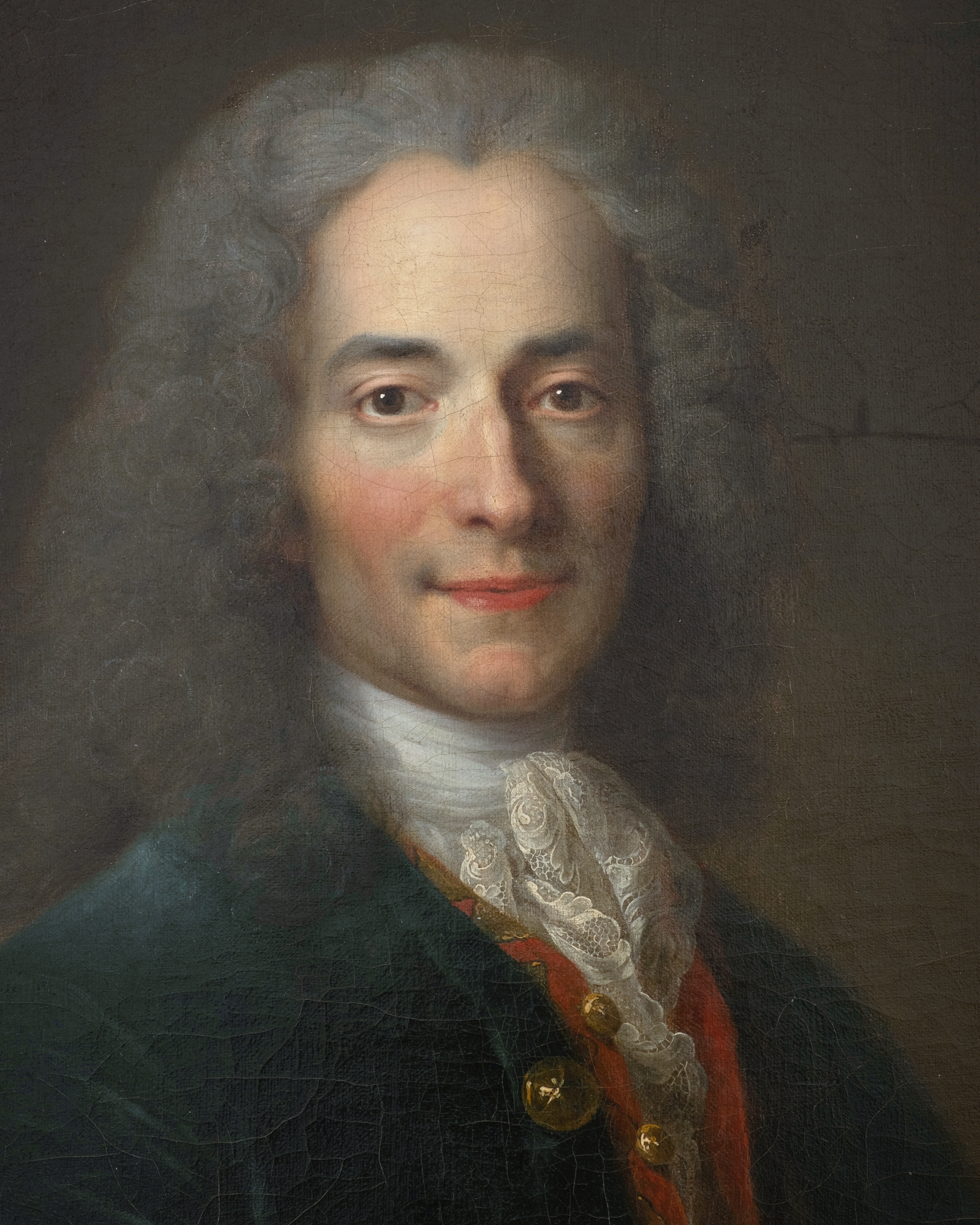
Вольтер — французький письменник і філософ-деїст

Банкнота друкувалася до 6 грудня 1973 року. Вона замінила банкноту десять франків Рішельє. У 1973 році вона була замінена на банкноту десять франків Берліоз. 15 вересня 1986 купюра перестає бути законним платіжним засобом.
Бразильський художник Кілда Мейрелеш зробив графічну роботу, на основі картин зберігаються в Центрі Помпіду в Парижі (Проект: банкноти травня 1970 року). У цій роботі також присутній малюнок з банкноти десять франків з Вольтером.

## Опис
Авторами банкноти стали: художник Жан Лефевр і гравери Жюль Піль та Жільбер Пульє. Основою для зображення на банкноті використовувалися роботи: Домініка Вів'єна-Денона, Жан-Антуана Гудона і Моріса Кантена де Ла Тура.
Аверс: Вольтер зображений у перуці з пером у руці, що знаходиться в Павільйоні де Флор, в палаці Тюїльрі.
Реверс: Вольтер на фоні замку Шато де Кірі.
Водяний знак — голова Вольтера без перуки. Розміри банкноти 149 мм х 80 мм

## Джерело
- Перелік французьких банкнот [Архівовано 14 квітня 2012 у Wayback Machine.]
- Сайт нумізматики та боністики Франції